# Mont-d'Origny
Mont-d'Origny es una comuna francesa situada en el departamento de Aisne, de la región de Alta Francia.

## Geografía
Está ubicada a 15 km al este de San Quintín.

## Demografía
| 898 | 881 | 789 | 780 | 957 | 919 | 883 | 881 |
| Para los censos de 1962 a 1999 la población legal corresponde a la población sin duplicidades (Fuente: INSEE [Consultar]) |     |     |     |     |     |     |     |